# 久拉冰原島峰
71°44′S 161°15′E / 71.733°S 161.250°E
久拉冰原島峰（英語：Dziura Nunatak），是南極洲的冰原島峰，位於維多利亞地的彭內爾海岸，處於雷明頓山西北面4公里，屬於烏薩爾普山脈的一部分，海拔高度1,480米，美國地質調查局根據測量和該國海軍的空中照片繪入地圖，現時由南極條約體系管理。